# 잃어버린 혜성

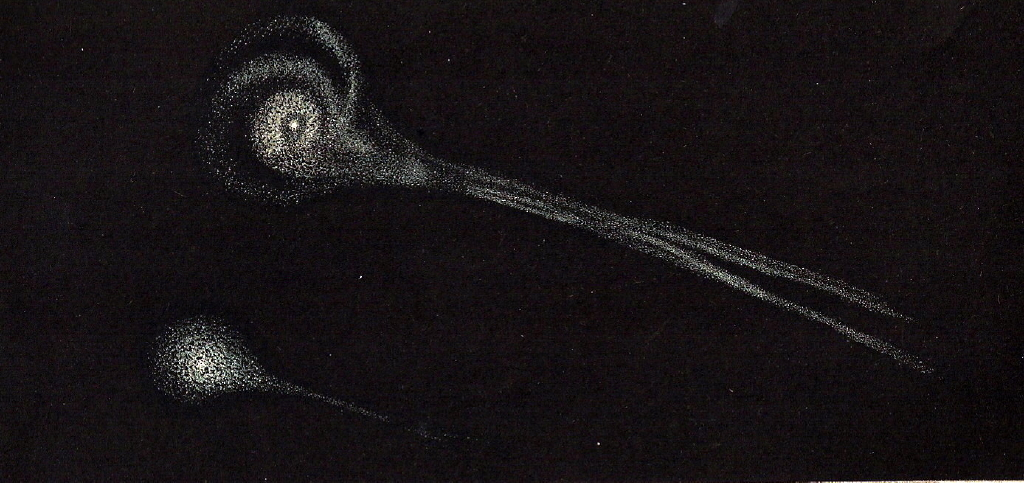
비엘라 혜성은 1846년 두 조각으로 갈라진 모습이 관측된 이후, 다음 근일점 통과 시점인 1852년부터 전혀 관측되지 않았다.

잃어버린 혜성(Lost comet)은 가장 최근의 근일점 통과 시 관측이 이루어지지 못한 혜성을 통칭하는 말로, 보통 궤도를 계산할 수 있을 정도로 관측이 충분히 이루어지지 못한 경우 많이 발생한다.

## 명명법
주기 혜성 중 부서지거나 사라진 혜성에는 'D/연도' 식별자가 붙는다.

## 궤도 계산의 어려움
잃어버린 혜성은 잃어버린 소행성체와 거의 같지만, 혜성에는 핵에서의 기체 분출 등 중력 이외의 힘도 같이 작용하기 때문에 궤도 계산이 더 어렵다.

## 재발견
간혹 잃어버린 혜성을 다시 관측하기도 하는데, 대표적으로 잃어버린 혜성이었던 스위프트-터틀 혜성을 1992년 브라이언 마스덴의 궤도 재계산 결과를 토대로 재발견에 성공한 사례가 있다.

## 섭동

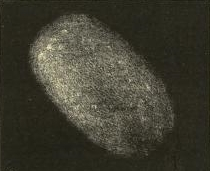
1879년 이후 잃어버린 상태인 브로르선 혜성.

혜성이 잃어버린 상태로 간주되는 원인은 여러 가지가 있다. 대부분의 경우는 목성 등 행성과의 섭동으로 인해 궤도가 변화할 경우로, 혜성은 제트 등 중력 이외에 작용하는 힘이 상당 부분 있기 때문에, 근일점 통과일이 크게 변화하며, 극단적인 경우 지구에서 궤도가 너무 멀어저 보이지 않거나, 렉셀 혜성처럼 아에 태양계 바깥으로 나가기도 한다. 또한 일부 혜성에서 밝기가 일시적으로 증가하는 현상이 관측된 점을 들어, 매우 어두운 혜성이 밝기가 급증하며 관측이 잠시 동안 가능해졌다가 이후 잃어버린 상태로 넘어가 버릴 가능성도 있다.

## 휘발성 물질 소멸
이론적으로 혜성에 있는 휘발성 물질이 모두 날아가, 혜성의 핵이 사혜성이라고 부르는, 소행성과 유사한 작고 어두운 돌덩어리로 변할 수도 있다.

### 예시
19세기 말 사라진 브로르선 혜성이 이러한 방식으로 잃어버린 것이라는 이론이 제기되어 있다.

2006년 슈바스만-바흐만 3 혜성의 B 조각이 분해되는 모습을 허블 우주 망원경이 촬영한 모습.

## 특이한 특징
혜성 일부는 궤도를 도는 도중 분해되는 모습을 보이기도 한다. 이 사례의 대표는 비엘라 혜성으로, 사라지기 직전인 1852년 두 조각으로 나뉘어 있는 모습이 관측되었다. 현대에는 슈바스만-바흐만 3 혜성이 분해되는 모습이 관측되었다.

## 재발견
간혹 새 천체 발견 직후 궤도를 계산한 결과 잃어버린 천체 중 하나와 같은 천체인 것으로 드러나는 경우가 있는데, 혜성의 경우는 제트 분출 등으로 인해 궤도가 변할 수 있어 다른 천체보다 더 어렵다.

### 예시
대표적으로 1889년 에드워드 에머슨 바너드가 발견했던 177P/바너드 혜성은 116년 후인 2006년에야 다시 관측되었다.

## 장주기 혜성과비주기 혜성
앞으로 수천 년 동안 돌아오지 않거나, 아에 태양계 바깥으로 나가는 혜성도 있지만, 이러한 경우는 잃어버렸다고 보지 않는다. 또한 최근에는 장비의 발전을 통해 혜성을 관측할 수 있는 기간이 늘어났다. 대표적으로, 1997년 접근 후 육안으로 18개월 간 관측이 가능했던 헤일-밥 혜성은 2022년 제임스 웹 우주 망원경이 46.2 AU 떨어져 있음에도 관측에 성공했다.

## 목록
일반적인 혜성은 주기적으로 돌아올 것으로 예상하며, 한 번 관측되지 않았더라도 그 다음 주기에 관측되기도 한다. 혜성이 분해되는 경우 조각 일부는 계속 관측이 가능하기도 하지만, 통상 그 혜성은 다음 주기에 돌아오지 않는다고 보며, 분해된 경우가 아니라면 다음 주기까지는 잃어버렸다고 보지 않는다. 드문 경우지만 1994년 슈메이커-레비 9 혜성처럼, 다른 천체와 충돌해 사라지기도 한다.
| 이름                      | 최초 발견일 | 공전 주기 (년) | 최종 관측일 | 재관측일 | 최후 |
| ------------------------- | ----------- | -------------- | ----------- | -------- | --- |
| D/1770 L1 (렉셀)          | 1770        | 5.6            |             |          | 1779년 목성과 근접했을 때 섭동을 받아 태양계 바깥으로 튕겨나간 것으로 보며, 소행성 (529688) 2010 JL33이 렉셀 혜성의 잔해로 추정된다.                                                                                   |
| 3D/비엘라                 | 1772        | 6.6            | 1852        |          | 1846년 두 조각으로 갈라졌으며, 이후 안드로메다자리 유성우를 형성한 것으로 추정된다. |
| 27P/크로멜린              | 1818        | 27.9           | 1873        | 1928     | 1930년 크로멜린 혜성을 세 명이 다시 발견하였다. |
| 289P/블랑팡               | 1819        | 5.2            |             | 2003     | 1819년 이후 밝기가 낮아 관측되지 않았다. 2003년 소행성 2003 WY25로써 발견되었으며, 2013년 근일점 관측 결과 궤도를 35번 돈 혜성이었음이 밝혀졌다. 1956년부터 관측되어 온 봉황자리 유성우의 근원 천체라고 추정하고 있다. |
| 273P/퐁스-강바르          | 1827        | 180            |             | 2012     | 1917년 계산했던 공전 주기 64±10년이 사실 잘못된 것이었으며, 185년 후인 2012년 궤도 한 바퀴를 돈 후 관측되었다. 과거 1110년 중국에서 관측한 기록도 남아 있다.                                                           |
| 54P/데 비코-스위프트-NEAT | 1844        | 7.3            | 1894, 1965  | 2002     | 목성의 섭동으로 인해 여러 번 잃어버렸다. |
| 122P/데 비코              | 1846        | 74.4           |             | 1995     | 첫 근일점 통과일인 1921년에 보이지 않았지만, 최초 발견 149년 후이자 궤도 완주 2회차인 1995년 다시 관측되었다. |
| 5D/브로르선               | 1846        | 5.5            | 1879        |          | 궤도 계산의 정밀도가 높음에도 불구하고, 1879년 이후 관측이 이루어지지 못했다. |
| 80P/페테르스-하틀리       | 1846        | 8.1            |             | 1982     | 잃어버린 지 136년, 궤도 완주 17회차인 1982년 다시 관측되었으며, 이후에는 계속 관측되고 있다. |
| 20D/베스트팔              | 1852        | 61.9           | 1913        |          | 1976년 근일점 통과 예상일에 나타나지 않았으며, 다음 근일점 통과 예정일은 2038년이다. |
| 109P/스위프트–터틀        | 1862        | 133.3          |             | 1992     | 잃어버린 지 130년 후인 1971년 브라이언 마스덴이 재관측하였으며, 기원전 68년과 기원후 188년의 중국 관측 기록, 1737년의 유럽 관측 기록과 궤도가 일치한다. 페르세우스자리 유성우의 근원 천체이다.                         |
| 55P/템펠–터틀             | 1865        | 33.2           |             | 1965     | 잃어버린 지 99년, 궤도 완주 3회차인 1965년 다시 관측되었으며, 1366년과 1699년의 관측 계획도 있다. 사자자리 유성우의 근원 천체이다.                                                                                     |
| 11P/템펠–스위프트–LINEAR  | 1869        | 6.4            | 1908        | 2001     | 잃어버린 지 93년, 궤도 완주 15회차인 2001년 다시 관측되었으며, 2008년에는 태양과의 합으로 인해 관측하지 못했으나 2014년 예측대로 다시 돌아왔다.                                                                        |
| 72P/덴닝-후지카와         | 1881        | 9.0            | 1978        | 2014     | 잃어버린 지 97년, 궤도 완주 11회차인 1978년 재관측했으나, 다시 잃어버렸다가, 궤도를 4번 더 돈 후인 2014년 다시 발견되었다.                                                                                             |
| 15P/핀레이                | 1886        | 6.5            | 1926        | 1953     | 1952년 이후로 계속 관측이 이루어지고 있다. |
| 117P/바너드               | 1889        | 118.8          |             | 2006     | 잃어버린 지 117년, 궤도 완주 1회차인 2006년 다시 관측되었다. |
| 206P/버나드-보아티니      | 1892        | 5.8            |             | 2008     | 잃어버린 지 116년, 궤도 완주 20회차인 2008년 다시 발견되었으나, 2014년부터 다시 관측되지 않았다. |
| 17P/홈스                  | 1892        | 6.9            | 1906        | 1964     | 1964년부터 지속적인 관측이 이루어지며, 2007년에는 대규모 물질 방출 사건이 있었다. |
| 205P/자코비니 (D/1896 R2) | 1896        | 6.7            |             | 2008     | 잃어버린 지 112년, 궤도 완주 17회차인 2008년 다시 관측되었으며, 2015년에 관측하였을 때에는 파편 세 개가 보였다. |
| 18D/퍼라인-무르코스       | 1896        | 6.75           | 1909, 1968  | 1955     | 1909년 잃어버린 후 1955년 다시 발견되었으나, 1968년부터 다시 잃어버렸다. |
| 113P/스피테일러           | 1890        | 7.1            |             | 1993     | 잃어버린 지 103년, 궤도 완주 15회차인 1993년 다시 관측되었으며, 1994년 근일점 통과 이후부터는 계속 관측이 이루어지고 있다.                                                                                             |
| 97P/메트칼프-브루윙턴     | 1906        | 10.5           |             | 1991     | 잃어버린 지 84년, 궤도 완주 11회차인 1991년 다시 관측되었으며, 1993년 목성에 접근하며 공전 주기가 늘어났다. |
| 69P/테일러                | 1915        | 6.95           |             | 1976     | 잃어버린 지 61년, 궤도 완주 6회차인 1976년 다시 관측되었으며, 1977년 근일점 통과 이후로 계속 관측된다. |
| 25D/뇌이민                | 1916        | 5.4            | 1927        |          | 두 차례만 관측되었으며, 1927년 이후로 잃어버린 상태이다. |
| 34D/게일                  | 1927        | 11.0           | 1938        |          | 두 차례만 관측되었으며, 1938년 이후로 잃어버린 상태이다. |
| 73P/슈바스만-바흐만       | 1930        | 5.4            |             | 1979     | 1995년 4조각, 2006년에 수십 조각으로 갈라지며 허큘리스자리 타우 유성우를 형성하였다. |
| 57P/뒤 투아-뇌이민-델포트 | 1941        | 6.4            |             | 1970     | 잃어버린 지 29년, 궤도 완주 5회차인 1970년 다시 관측되었으며, 1983년 이후로는 계속 관측된다. |
| 107P/윌슨-해링턴          | 1949        | 4.3            |             | 1992     | 30년 간 잃어버린 상태였다. 1979년 화성 횡단 소행성으로 발견되었으며, 1992년에 발견 이전에 촬영된 사진이 있는지 조사하는 과정에서 잃어버린 혜성임이 확인되었다.                                                         |
| 271P/반 후텐-레먼         | 1966        | 18.5           |             | 2012     | 1960년 사진 건판 비교를 통해 발견하였으며, 궤도를 3번 돈 후인 2012년 재발견되었다. |
| 85D/보틴                  | 1975        | 11.2           | 1986        |          | 두 번밖에 관측되지 않았으며, 1997년과 2008년에 보이지 않은 후 2017년 공식적으로 잃어버린 혜성으로 강등되었다. |
| 75D/코후테크              | 1975        | 6.6            | 1988        |          | 세 번 밖에 관측되지 않았으며, 1988년부터 잃어버린 상태이다. |
| 157P/트라이톤             | 1978        | 6.4            |             | 2003     | 잃어버린 지 25년, 궤도 완주 4회차인 2003년 다시 관측되었으며, 이후에는 계속 관측되고 있다. |
| 83D/러셀                  | 1979        | 6.1            | 1985        |          | 두 번밖에 관측되지 않았으며, 1985년부터 잃어버린 상태로, 이는 1988년 목성과 접근하였기 때문으로 추정하고 있다. |

## 같이 보기
- 사혜성
- 잃어버린 소행성체